# Marco I Visconti
Marco Visconti, detto Balatrone (1289 circa – 5 settembre 1329), è stato un politico, condottiero e capitano di ventura italiano, signore di Lucca e di Rosate.

## Biografia
Figlio di Matteo e di Bonacossa Borri, insieme al padre fu esiliato da Milano dai Torriani, signori della città, e nel 1310 si trovò ad Asti per la trattativa di pace con la signoria nemica voluta dall'imperatore Enrico VII. Nello stesso anno conquistò la città di Alessandria, di cui egli stesso si proclamò e divenne podestà. L'anno successivo, quando il padre divenne vicario imperiale di Milano, attaccò la città e cacciò l'arcivescovo Cassono della Torre.
Nel 1314 attaccò Tortona e successivamente conquistò Asti e Vercelli, dove cacciò gli angioini e i guelfi. Per questo fatto subì la scomunica da parte della Santa Sede.
Nel 1315, insieme ad Uguccione della Faggiola fu al soldo di Pisa nella battaglia di Montecatini.
Nel 1316 guerreggiò in Emilia contro i Piacentini, tornò a devastare il Piemonte e fu al servizio delle famiglie ghibelline genovesi in esilio, Doria e Spinola, che lo nominarono capitano generale. Verso il 1318, le milizie del Visconti costituite da 1.000 cavalieri attaccarono Genova e ne devastarono il territorio circostante. Alla difesa della città ligure vi furono le truppe angioine guidate dal re Roberto d'Angiò e le forze guelfe guidate da Simone della Torre, i quali, con la superiorità numerica di uomini a disposizione, lo costrinsero alla ritirata.
"I Ghibellini si ritirarono a Saona, chiedono aiuto a Maffeo Visconti che manda il nipote Marco:Presero il borgo delle Vacche e fece due Fortezze, Peraldo e S:Bernardo.I guelfi chiamano il Re Roberto D'Angiò che sconfisse i ghibellini che si ritirarono a Voltoli e tornarono a Milano ":Istorie Pistolesi di Anonimo,,ristampa,,Antonio Maria Biscioni,p. 170,Milano. Nel biennio 1320-1321 fu podestà di Tortona e Alessandria.
Nel 1321 assediò e conquistò nuovamente Asti, e a capo di oltre 2.000 cavalieri, affrontò poi l'esercito antivisconteo comandato da Raimondo de Cardona, il quale forte di un contingente costituito da oltre 10 000 uomini, sconfisse il Visconti a Monza, che si ritirò a Milano. Successivamente, grazie ai rinforzi inviati da Ludovico il Bavaro, il Cardona venne definitivamente sconfitto a Vaprio d'Adda nel 1324 quando fu catturato e condotto a Milano. Le forze pontificie si ritirarono a Monza, dove però vennero assediate e cacciate da dei mercenari tedeschi inviati proprio dai Visconti.
Insieme con il cugino Lodrisio Visconti, nel 1327 si recò da Ludovico e accusò di tradimento il fratello Galeazzo per le sue relazioni con il pontificio Bertrando del Poggetto. Galeazzo fu arrestato e rinchiuso per otto mesi nelle carceri del Castello di Monza, mentre Marco instaurò un governo filoimperiale, in attesa di una nomina a vicario imperiale dal Bavaro, ma non ebbe l'appoggio degli altri fratelli Giovanni e Luchino. Nonostante non avesse ricevuto l'investitura dal Bavaro, seguì questi a Roma alla sua incoronazione a imperatore.
Nel 1328 guerreggiò in Toscana sempre al seguito del Bavaro, dove partecipò all'assalto di Pisa. Inviato dall'imperatore per condurre trattative con i mercenari tedeschi (circa 800) della Compagnia del Ceruglio, ne assunse il comando nel 1329; nello stesso anno attaccò a sorpresa e conquistò Lucca, divenendone per breve tempo il signore, prima di vendere la città al genovese Gherardino Spinola per la cifra di 30.000 fiorini.
Tentò di accordarsi con i pontifici per abbattere il nipote Azzone Visconti, divenuto vicario imperiale di Milano. Tornò a Milano il 5 settembre 1329, dove s'incontrò proprio con Azzone, il quale, pare insieme a Luchino, lo strangolò e ne gettò il cadavere dalla finestra. Il motivo dell'assassinio fu quasi certamente il tradimento commesso da Marco due anni prima ai danni di Galeazzo, padre dello stesso Azzone.

## Ascendenza
|                    |                 |                       | Genitori |  |  | Nonni |  |  | Bisnonni           |  |  | Trisnonni       |  |
|                    |                 |                       |          |  |  |       |  |  | Andreotto Visconti |  |  | Ottone Visconti |  |
|                    |                 |                       |          |  |  |       |  |  | Andreotto Visconti |  |  | Ottone Visconti |  |
|                    |                 | …                     |          |  |  |       |  |  | Andreotto Visconti |  |  |                 |  |
| Teobaldo Visconti  |                 |                       |          |  |  |       |  |  | Andreotto Visconti |  |  |                 |  |
|                    |                 | Fiorina Mandelli      | …        |  |  |       |  |  |                    |  |  |                 |  |
|                    |                 | Fiorina Mandelli      | …        |  |  |       |  |  |                    |  |  |                 |  |
|                    |                 | Fiorina Mandelli      | …        |  |  |       |  |  |                    |  |  |                 |  |
| Matteo I Visconti  |                 | Fiorina Mandelli      |          |  |  |       |  |  |                    |  |  |                 |  |
|                    |                 | …                     | …        |  |  |       |  |  |                    |  |  |                 |  |
|                    |                 | …                     | …        |  |  |       |  |  |                    |  |  |                 |  |
|                    |                 | …                     | …        |  |  |       |  |  |                    |  |  |                 |  |
| Anastasia Pirovano |                 | …                     |          |  |  |       |  |  |                    |  |  |                 |  |
|                    |                 | …                     | …        |  |  |       |  |  |                    |  |  |                 |  |
|                    |                 | …                     | …        |  |  |       |  |  |                    |  |  |                 |  |
|                    |                 | …                     | …        |  |  |       |  |  |                    |  |  |                 |  |
| Marco I Visconti   |                 | …                     |          |  |  |       |  |  |                    |  |  |                 |  |
|                    | Lanfranco Borri | …                     |          |  |  |       |  |  |                    |  |  |                 |  |
|                    | Lanfranco Borri | …                     |          |  |  |       |  |  |                    |  |  |                 |  |
|                    | Lanfranco Borri | …                     |          |  |  |       |  |  |                    |  |  |                 |  |
| Squarcino Borri    | Lanfranco Borri |                       |          |  |  |       |  |  |                    |  |  |                 |  |
|                    |                 | …                     | …        |  |  |       |  |  |                    |  |  |                 |  |
|                    |                 | …                     | …        |  |  |       |  |  |                    |  |  |                 |  |
|                    |                 | …                     | …        |  |  |       |  |  |                    |  |  |                 |  |
| Bonacossa Borri    |                 | …                     |          |  |  |       |  |  |                    |  |  |                 |  |
|                    |                 | Beatrice Malaspina    | …        |  |  |       |  |  |                    |  |  |                 |  |
|                    |                 | Beatrice Malaspina    | …        |  |  |       |  |  |                    |  |  |                 |  |
|                    |                 | Beatrice Malaspina    | …        |  |  |       |  |  |                    |  |  |                 |  |
| Antonia ?          |                 | Beatrice Malaspina    |          |  |  |       |  |  |                    |  |  |                 |  |
|                    |                 | Guglielmo I de Suavis | …        |  |  |       |  |  |                    |  |  |                 |  |
|                    |                 | Guglielmo I de Suavis | …        |  |  |       |  |  |                    |  |  |                 |  |
|                    |                 | Guglielmo I de Suavis | …        |  |  |       |  |  |                    |  |  |                 |  |
|                    |                 | Guglielmo I de Suavis |          |  |  |       |  |  |                    |  |  |                 |  |